# 米兰·赫尼利奇卡
米兰·赫尼利奇卡（捷克語：Milan Hnilička，1973年6月25日—），捷克男子冰球运动员。他曾入选1998年、2002年和2006年冬季奥林匹克运动会捷克男子冰球队阵容，其中1998年和2002年皆未上场参赛，2006年获得铜牌。